# Johan George van Saksen (1869-1938)

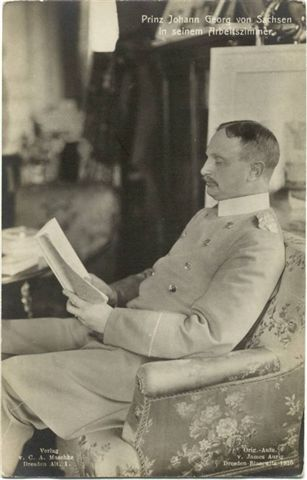
Prins Johan George van Saksen in zijn werkkamer

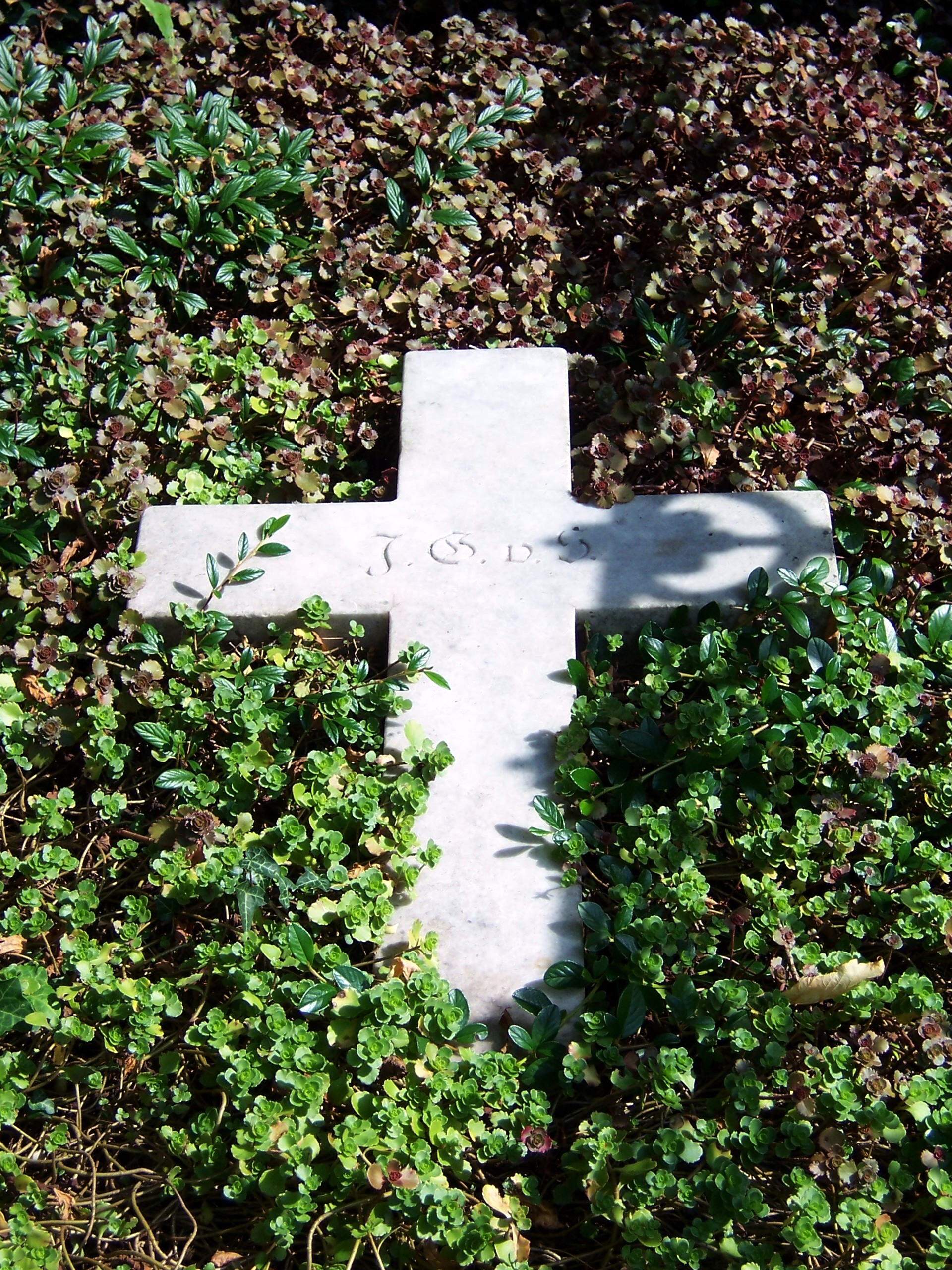
Gedenkteken naast de Katholische Hofkirche in Dresden

Johan George Pius Karel Leopold Maria Januarius Anacletus van Saksen, hertog van Saksen (Dresden, 10 juli 1869 - Altshausen, 24 november 1938) was een Saksische prins uit het Huis Wettin.
Johan George was het zesde kind en de tweede zoon van koning George van Saksen en Maria Anna van Portugal. Zijn oudere broer Frederik August was de laatste koning der Saksen. Johan George was een bekend kunstkenner en verzamelaar.
Samen met zijn jongere broer Maximiliaan studeerde hij enige tijd rechten in Freiburg im Breisgau, maar hij stapte over naar de Universiteit van Leipzig, waar hij geschiedenis en kunstgeschiedenis studeerde. In 1909 kende deze universiteit hem een eredoctoraat toe. Na een korte loopbaan in het Saksische leger legde de prins zich voornamelijk toe op reizen en het verzamelen van (oude) kunst. Hij had een imponerende collectie van met name Oud-Egyptische kunst, die zich tegenwoordig in het Landesmuseum Mainz bevindt.
Prins Johann George was President van het Saksische Rode Kruis. In 1907 was hij als Generaal uit het Saksische leger getreden. Tijdenns de Eerste Wereldoorlog heeft hij geen militaire functie bekleed maar hij koos voor het leiden van het Rode Kruis. De Saksische koning verleende hem daarom op 25 mei 1915 een unieke burgerlijke onderscheiding, het grootkruis en de ster van de Saksische Orde van Burgerlijke Verdienste met opgelegd kruis van Genève.

## Huwelijken
Prins Johan George trouwde in 1894 in Stuttgart met Maria Isabella van Württemberg, dochter van hertog Filips van Württemberg en aartshertogin Maria Theresia Anna van Oostenrijk. Na haar overlijden, hertrouwde hij met Maria Immaculata van Bourbon der beide Siciliën, een dochter van Alfons van Bourbon-Sicilië en Maria Antonia van Bourbon-Sicilië. Beide huwelijken bleven kinderloos.

## Overlijden
Prins Johan George overleed terwijl hij op familiebezoek was in Althausen. Zijn lichaam werd bijgezet in de nieuwe crypte van de Katholische Hofkirche in Dresden. Naast de kathedraal herinnert nog een bescheiden monument, in de vorm van een kruis, aan hem.